# フロイデンベルク (バーデン)
フロイデンベルク (ドイツ語: Freudenberg, ドイツ語発音: [ˈfrɔydn̩bɛrk] ( 音声ファイル)) はドイツ連邦共和国バーデン＝ヴュルテンベルク州マイン＝タウバー郡に属す市。バーデン＝ヴュルテンベルク州の最北部、フランクフルト・アム・マインとヴュルツブルクの間のマイン川沿いに位置する。

## 地理

### 市の構成
フロイデンベルクには、以前は独立した自治体であったボックルタール、エーベンハイド、ラウエンベルク、ヴェッセンタールの市区がある。ボックスタールにはボックスタール地区、トレムホーフ農場、ゼクミューレン住宅地が含まれる。エーベンハイドはエーベンハイド地区からなる。

## 歴史

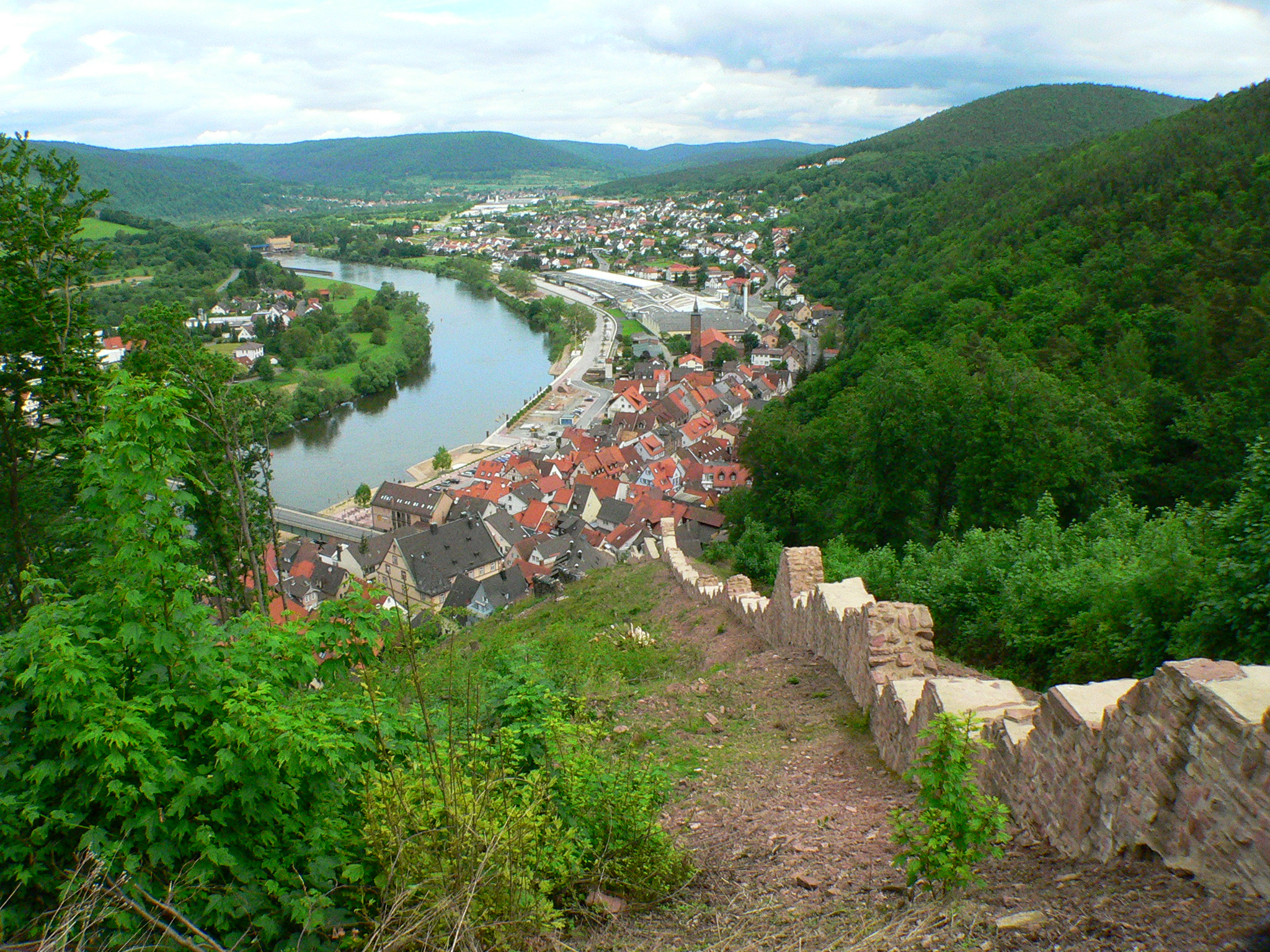
フロイデンベルク旧市街と市壁跡

フロイデンベルクは1159年に Lüllenseit（この集落は現在のフロイデンベルク区にあり廃村になっている）として初めて記録された。1160年から1200年の間にヴュルツブルク司教はフロウヴェーデンベルヒ城を建設した。この名は集落の名に由来する。1287年にフロイデンベルクは初めて都市（castrum et civitas = 城と都市）として言及されている。1295年9月9日、ヴュルツブルク司教はこの城と都市をヴェルトハイム伯にレーエンとして与えた。神聖ローマ皇帝ルートヴィヒ4世は1333年に都市権を与えた。これにより週の市を開催し、下級裁判を行う権利を得た。1362年にカール4世によって関税権が付与された。その14年後、この都市には上級裁判権も授けられた。この頃、この都市は教会組織上はマインツ司教区に属しながら、世俗社会はヴュルツブルク司教領に属していた。1423年に、アムト・フロイデンベルクの所在地となった。このアムトにはこの都市自身の他にエーベンハイド、ボックスタールおよび12の農場が含まれた。最後のヴェルトハイム伯が亡くなると、1556年にこのレーエンはヴュルツブルク司教に返還された。その後一旦はシュトルベルク伯にレーエンとして与えられたが、1581年にレーヴェンシュタイン＝ヴェルトハイム家に与えられた。17世紀への変わり目頃、この街でも魔女狩りが盛んになった。1632年までに150人の住民が悪魔あるいは魔女として焚刑に処せられた。この都市は1612年にヴュルツブルク司教に再び戻された。
陪臣化によってフロイデンベルクは1803年にレーヴェンシュタイン＝ヴェルトハイム＝フロイデンベルク侯領となった。しかし1806年には早くもライン同盟の領邦とともにバーデン領に移された。最初はアムト・レーヴェンシュタイン＝ヴェルトハイム＝フロイデンベルクに属したが、1813年にこのアムトは廃止され、アムト・ヴェルトハイムに属すこととなり、1938年にこのアムトを含むタウバービショフスハイム郡が成立した。1973年の郡域再編によって新しく設けられたタウバー郡に属したが、1974年に同郡はマイン＝タウバー郡と改称した。1935年にフロイデンベルクは一旦都市権を失ったが、1956年に再びこれを授けられた。

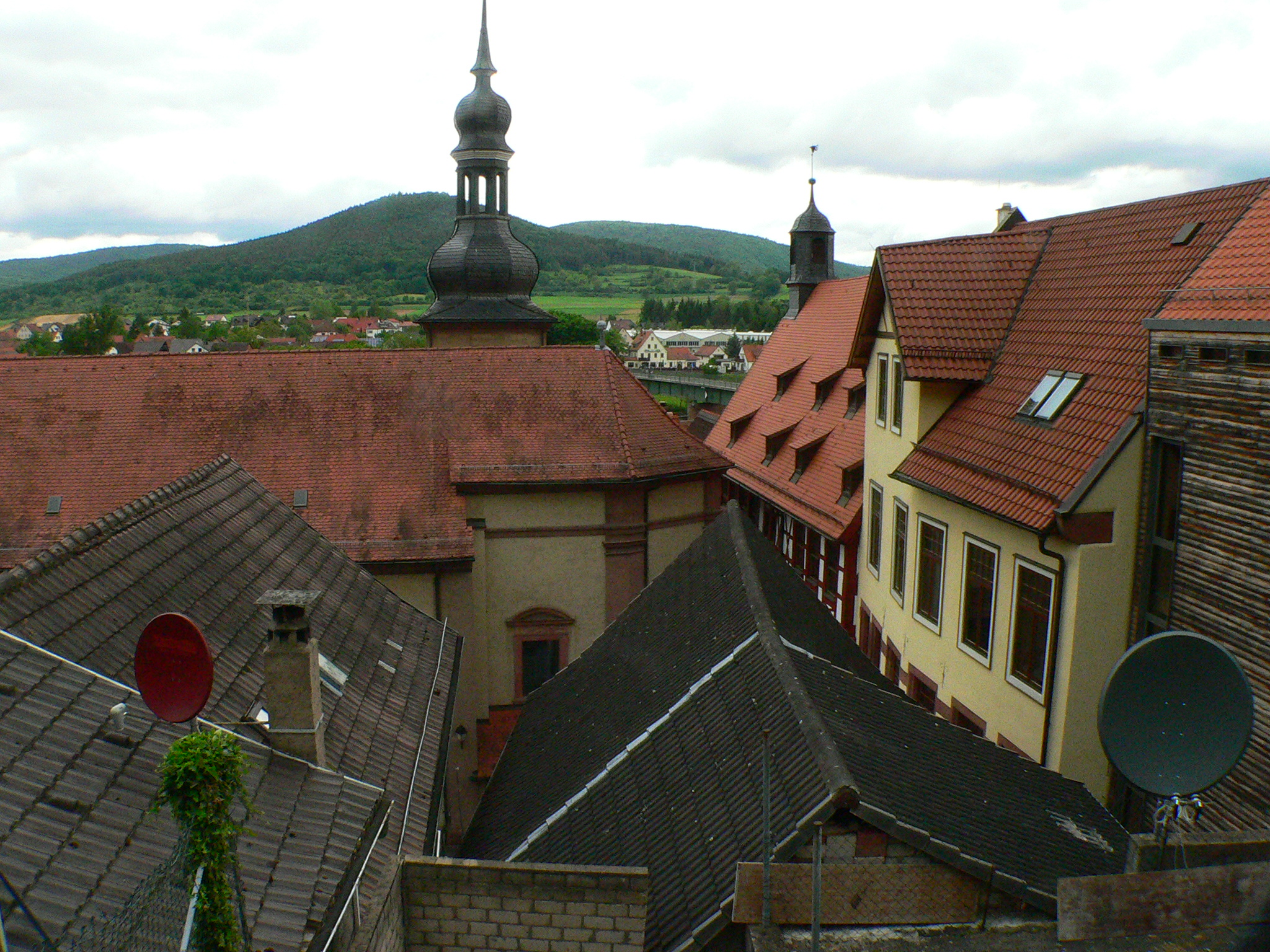
旧教区教会

### 宗教
フロイデンベルクでは1525年に宗教改革がなされ、1612年にヴュルツブルク司教に返還されるまでその状態が続いた。三十年戦争の時代、この都市は1631年から1633年までの2年間、プロテスタント都市となった。1654年には教会組織上も、それまで4世紀にわたって属していたマイン司教区からヴュルツブルク司教区に移管された。1821年から一時的にシュパイアー司教区に属した後、この都市のローマ・カトリック教会は1827年からフライブルク大司教区に属している。

### 市町村合併
- 1972年1月1日: ボックスタール、エーベンハイド、ヴェッセンタール
- 1972年12月31日: ラウエンベルク

### 市区

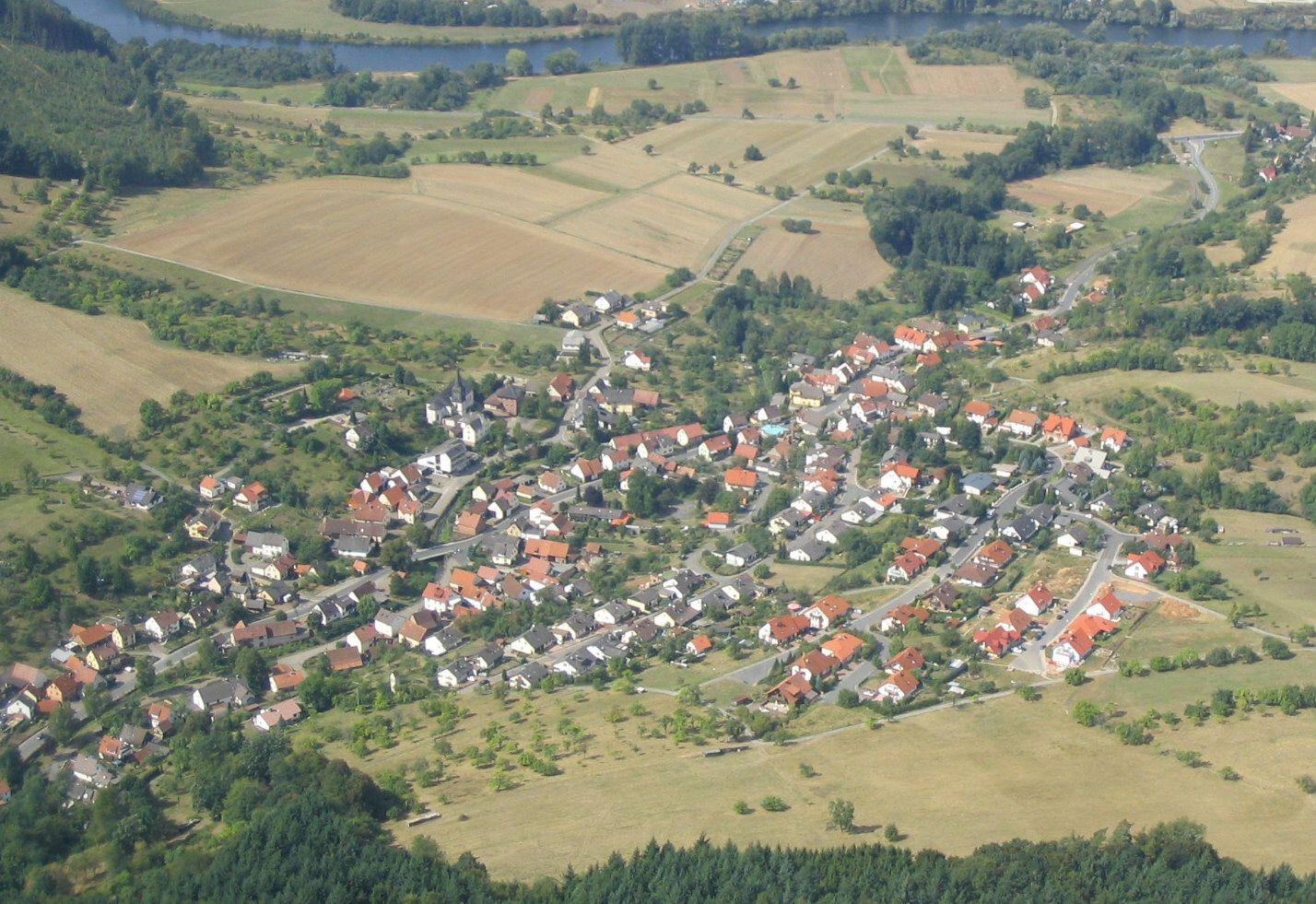
ボックスタール

#### ボックスタール
ボックスタールは1181年に Bockeshol として初めて文献に記録された。1396年にボックスタールの半分がリーデルン家からヴェルトハイム伯に売却された。1423年以降、この村はアムト・フロイデンベルクに属した。1612年にこのアムト全域とともにヴュルツブルク司教領となり、それ以後、行政上も教会組織上もフロイデンベルクと運命を共にすることとなった。1925年に Tremhof 地区が合併した。

#### エーベンハイド
エーベンハイドは1294年に Ebenothe として初めて文献に記録された。1317年からドイツ騎士団が所有者となった。1423年からこの村はアムト・フロイデンベルクに属した。1545年からヴェルトハイム伯がエーベンハイドの領主となった。1612年にこの村はヴュルツブルク司教領となり、これによりフロイデンベルクの歴史に組み込まれた。

#### ラウエンベルク
伝承によれば、ラウエンベルクは4つの小さな農場を起源とする。このうち、アイデルスホーフだけが名前が伝わっている。デュルホーフとともにしばしば名前が記録され1375年頃を最後にその記述がなくなるホーフ・ヴィンデルン（ヴィネディン）もおそらくその一つであると考えられる。ホーフ・ヴィンデルンもその地域（ヴィンネンシュトラッセ、ヴィンネングルンド）も他の農場と合併したと考えられている。ラウエンベルクの原型となる Ruhenberg という地名は、1379年1月3日の記録に初めて現れる。ドイツ騎士団は1379年にこの村をレーエンとしてエーバーハルト・リュット・フォン・コレンベルクに与えた。15世紀にラウエンベルクの所有権はマインツ選帝侯に移ったが、リュットはレーエン領主の地位に留まった。ラウエンベルクは15世紀あるいは16世紀から、領主リュッツの支配下に独自の裁判所と村長を有していた。1576年にラウエンベルクはアムト・ミルテンベルクに編入され、この時12世帯が住んでいた。1635年、リュッツ家の男系が断絶したため、このレーエンはマインツ選帝侯に返還され、ラウエンベルクはオーバーアムト・ミルテンベルクの所属となり、1803年からはアムト・フロイデンベルクに組み込まれた。1813年にアムト・フロイデンベルクは廃止された。ラウエンベルクはオーバーアムト・ヴェルトハイムに編入され、これにより初めてバーデン領となった。1925年にデュルホーフが合併した。1936年にラウエンベルクはタウバービショフスハイム郡に分離された。1972年にラウエンベルクは独立した自治体の地位を失い、フロイデンベルク市に合併した。

#### ヴェッセンタール
ヴェッセンタールは、1309年12月28日の記録に Wezingenthal として初めて記述されている。

## 行政

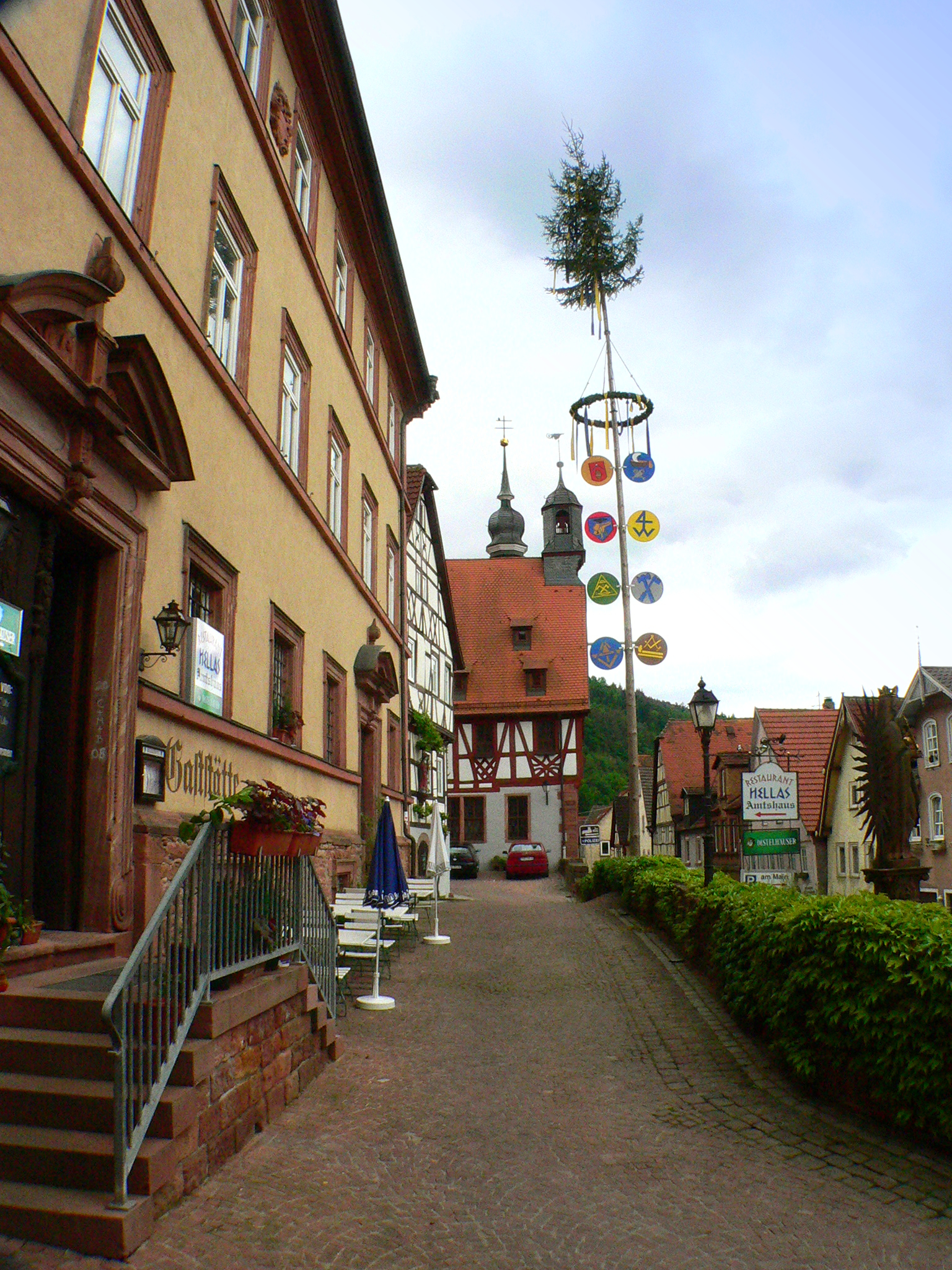
フロイデンベルクの市庁舎（奥の建物）

### 市議会
フロイデンベルクの市議会は19議席からなる。

### 姉妹都市
- サンタルヌー・アン・イヴリーヌ（フランス、イヴリーヌ県）1994年5月4日

### 紋章
紋章は四分割。向かって左上は、銀地に赤い爪と赤い嘴をもつ黒い鷲の半身。向かって右上は青地に金の波帯。向かって左下は青地に6弁の金のバラ。向かって右下は銀地に丸みを帯びた黒い3つの山。

## 文化と見所
フロイデンベルクは、多くの見所を持つニーベルンゲン街道沿いにある。

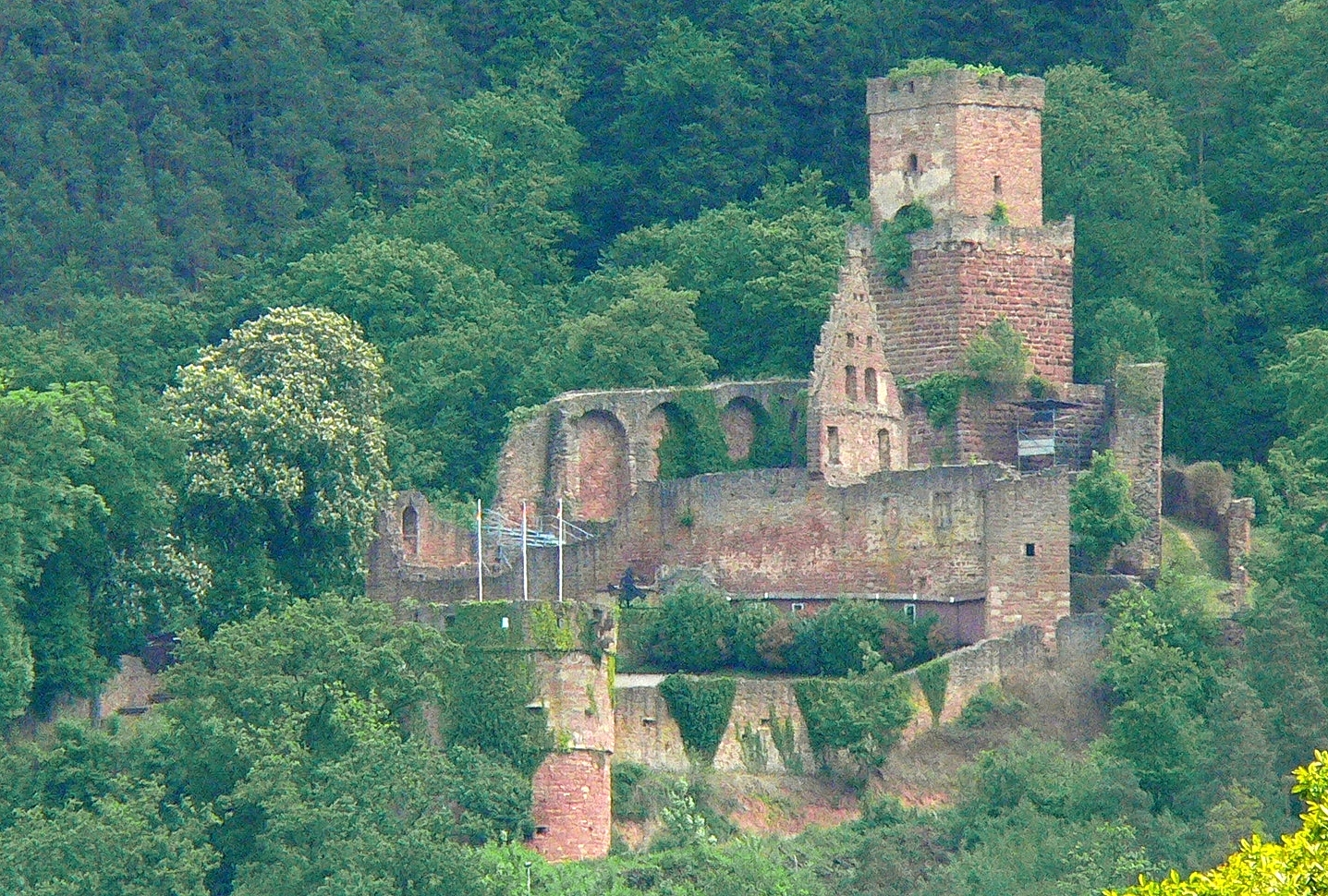
フロイデンベルク城

### 建築
フロイデンベルクの歴史的中核部は2004年以後その全域が保護文化財に指定されている。市の高台には12世紀末に建設されたフロイデンブルク城趾が遺されている。聖ラウレンティウス墓地礼拝堂は、その最も古い箇所は1149年に建設された。旧カトリック教区教会聖ラウレンティウス教会は1991年から92年に建設された。やはり聖ラウレンティウスの名を冠した新カトリック教会は1957年の建築である。

### 演劇
ブルクシャウシュピールフェライン（城の演劇サークル）は1987年から奇数年毎にフロイデンブルク城趾において広く注目を集める野外演劇公演を行っている。

## 経済と社会資本

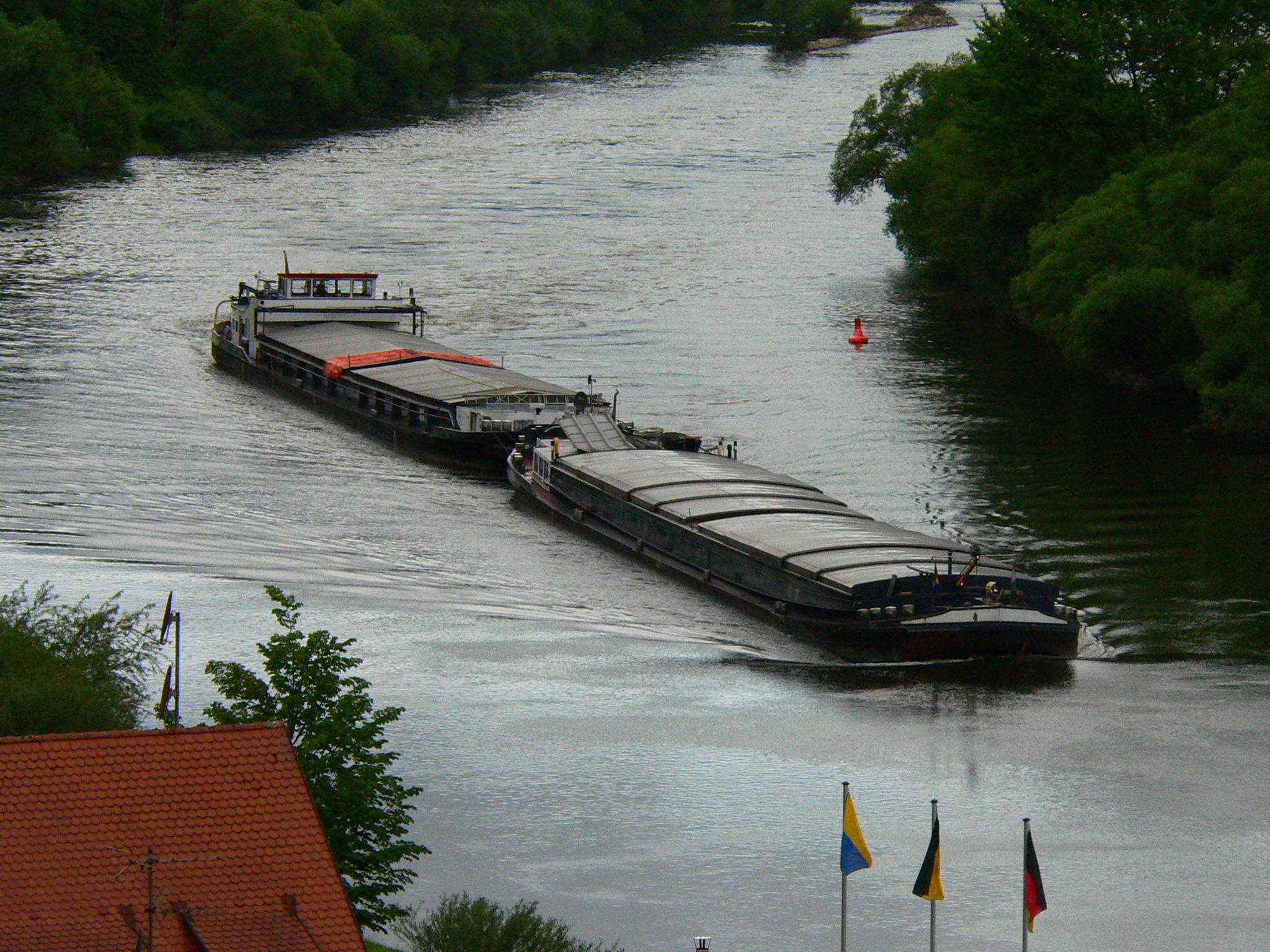
マイン川の水運、フロイデンベルク付近

### 交通
フロイデンベルクはマインタール鉄道によって広域鉄道網と結ばれている。フロイデンベルク駅はマイン川の対岸、バイエルン州コレンベルクのキルシュフルト地区にある。

### 教育
フロイデンベルク区の職業実科学校を兼ねた本課程・基礎課程学校、ラウエンベルク区のアイヒヴァルト基礎課程学校の他、市立音楽学校がある。

### 地元企業
- ラウフ家具製造
- グライン木材・合成樹脂加工